# Starcie w Kamieniu Stołpeckim
Starcie w Kamieniu Stołpeckim – bój pomiędzy 1 kompanią I/78 Pułku Strzelców Słuckich AK a dwiema brygadami sowieckiej partyzantki, stoczony krótko po północy 14 maja 1944 we wsi Kamień Stołpecki na skraju Puszczy Nalibockiej.
Niespodziewany i dobrze przygotowany atak spowodował duże straty w szeregach polskiego garnizonu. Mimo zaskoczenia oraz znacznej przewagi przeciwnika żołnierze AK stawili jednak silny opór i zdołali wytrwać aż do czasu nadejścia odsieczy. Bój w Kamieniu Stołpeckim był jednym z największych starć rozegranych w trakcie polsko-sowieckiej wojny partyzanckiej, toczącej się w latach 1943–1944 na okupowanej przez Niemców Nowogródczyźnie.

## Geneza
Po klęsce wrześniowej powiat stołpecki wraz z resztą ziem kresowych znalazł się pod sowiecką okupacją. Z kolei po ataku Niemiec na ZSRR w czerwcu 1941 tereny powiatu zostały wcielone w skład Komisariatu Rzeszy Wschód. Niemcy wspierani przez białoruskich kolaborantów wymordowali większość miejscowych Żydów oraz stosowali bezwzględny terror wobec ludności polskiej. W tym samym czasie rozległa Puszcza Nalibocka stała się schronieniem dla czerwonoarmistów, którym udało się uniknąć niemieckiej niewoli oraz dla Żydów zbiegłych z okolicznych gett. Przerzuceni zza linii frontu sowieccy oficerowie i komisarze przystąpili wkrótce do przekształcania owych luźnych grup niedobitków w regularne oddziały partyzanckie. Sowieccy partyzanci mocno dawali się we znaki miejscowej ludności, masowo rekwirując żywność, odzież i inne mienie. Nierzadko owe „operacje gospodarcze” przybierały formę zwykłego rabunku, któremu towarzyszyły pobicia, morderstwa oraz gwałty na kobietach.
Na przełomie 1941/42 na terenach powiatu stołpeckiego powstały pierwsze struktury Armii Krajowej. W myśl wytycznych Komendy Głównej AK polska konspiracja nie podejmowała przez długi czas poważniejszych akcji zbrojnych. Dopiero 3 czerwca 1943 na bazie Ośrodka Stołpce Okręgu Nowogródzkiego AK zorganizowany został Polski Oddział Partyzancki. Zainicjował on swoją działalność brawurowym zdobyciem Iwieńca (19 czerwca 1943). Mimo dużych strat poniesionych w czasie niemieckiej pacyfikacji Puszczy Nalibockiej oddział AK do końca listopada 1943 osiągnął stan osobowy odpowiadający liczebnością batalionowi.
Początkowo stosunki pomiędzy polską a sowiecką partyzantką układały się poprawnie. Wraz z zerwaniem przez ZSRR stosunków dyplomatycznych z Rządem RP na uchodźstwie oraz osłabieniem pozycji Polski w szeregach koalicji antyhitlerowskiej uległy one jednak gwałtownemu pogorszeniu. 1 grudnia 1943 Sowieci uprowadzili dowództwo polskiego batalionu, które na zaproszenie płk. Grigorija A. Sidoroka ps. „Dubow” udało się do sztabu iwienieckiego zgrupowania partyzanckiego, aby wziąć udział w rzekomej naradzie wojennej. W tym samym czasie sowieckie brygady przystąpiły do rozbrajania i likwidacji pozbawionych oficerów pododdziałów. Kilkudziesięciu polskich żołnierzy zastrzelono w czasie rozbrajania lub zamordowano w niewoli. Pięciu uprowadzonych oficerów zostało wywiezionych drogą powietrzną na drugą stronę frontu. Pozostałych jeńców, grupami po 3–4 osoby, wcielono natomiast do poszczególnych sowieckich oddziałów i poddano ścisłej inwigilacji. Z czterystuosobowego batalionu ocalał jedynie ok. sześćdziesięcioosobowy szwadron zwiadu konnego dowodzony przez chor. Zdzisława Nurkiewicza ps. „Noc”. Niewoli uniknął także zastępca dowódcy batalionu ppor. Adolf Pilch ps. „Góra”, który przejął dowodzenie nad ocalałymi żołnierzami.
Mimo olbrzymiej dysproporcji sił i perspektywy walki na dwóch frontach żołnierze AK postanowili pozostać w Puszczy Nalibockiej, licząc, że uda się odbić uprowadzonych kolegów i zapewnić ochronę miejscowej ludności polskiej. Początkowo polski oddziałek skutecznie wymykał się sowieckiemu pościgowi. Kawalerzystom udało się nawet wziąć jeńców oraz zdobyć broń. Wkrótce sytuacja szwadronu stała się jednak krytyczna. Żołnierze byli wyczerpani nieustanną ucieczką i niemal codziennymi utarczkami, zapasy amunicji uległy wyczerpaniu, a wielotysięczne sowieckie zgrupowanie konsekwentnie spychało Polaków na tereny kontrolowane przez Niemców. W tych okolicznościach „Góra” postanowił zwrócić się do dowództwa niemieckiej żandarmerii w Iwieńcu z propozycją zawarcia tymczasowego rozejmu. Na mocy ustnego porozumienia zawartego 9 grudnia 1943 obie strony zobowiązały się zachować wzajemną neutralność. Ponadto Niemcy zgodzili się oddać pod kontrolę żołnierzy AK niewielki obszar położony w odległości ok. 4 km od Iwieńca, ofiarowali Polakom kilka tysięcy sztuk amunicji oraz obiecali przekazać kolejne partie amunicji i broni w zamian za dostawy żywności. Zawarcie porozumienia z Niemcami wzbudziło liczne kontrowersje, niemniej umożliwiło odbudowę rozbitego przez Sowietów oddziału. Na wieść, że „Góra” nadal prowadzi walkę, z sowieckich brygad uciekło w ciągu kilku miesięcy od 75 do 150 uprowadzonych żołnierzy AK. Do oddziału wciąż napływali także nowi ochotnicy. O ile w połowie stycznia 1944 pod komendą „Góry” znajdowało się 106 żołnierzy, o tyle na początku lutego było ich 157, a w kwietniu liczba partyzantów wzrosła do 446. Oddział „Góry” został wkrótce przekształcony w Zgrupowanie Stołpeckie AK. W jego składzie znalazł się batalion piechoty, dywizjon kawalerii, szwadron ckm oraz rozbudowane służby tyłowe.
W Puszczy Nalibockiej wybuchła tymczasem regularna polsko-sowiecka wojna partyzancka, która rozlała się szybko na całą Nowogródczyznę. Oddziały „Dubowa” podejmowały próby zniszczenia Zgrupowania Stołpeckiego, a jednocześnie bezwzględnie terroryzowały polską ludność cywilną. Mordowano rodziny polskich partyzantów oraz osoby podejrzewane o współpracę z Armią Krajową. Z powodu wyraźnej dysproporcji sił oraz jednoznacznych rozkazów komendy Okręgu Nowogródzkiego zgrupowanie „Góry” przyjęło w tym konflikcie postawę defensywną, koncentrując się na samoobronie, utrzymaniu swojej obecności w terenie oraz ochronie polskiej ludności przed terrorem sowieckiej partyzantki. Później, w miarę możliwości, urządzano zasadzki na oddziały sowieckie lub urządzano wypady na terytorium nieprzyjaciela. W zależności od źródeł szacuje się, że do końca czerwca 1944 żołnierze „Góry” stoczyli 104, ponad 120 lub nawet ponad 160 potyczek z sowiecką partyzantką.

## Nocny bój w Kamieniu Stołpeckim
Elementem taktyki stosowanej przez Zgrupowanie Stołpeckie w walce z sowiecką partyzantką było tworzenie umocnionych punktów oporu, które stanowiły oparcie i bazę wypadową dla pododdziałów AK, a zarazem zapewniały ochronę polskiej ludności cywilnej. Tego typu „punkty oparcia” zorganizowano we wsiach Starzynki, Giliki, Kisłuchy, Janowszczyzna, Szykucie i Zamościany (w dwóch pierwszych kwaterowały główne siły zgrupowania) . Polskie garnizony skutecznie utrudniały sowieckim oddziałom z Puszczy Nalibockiej przenikanie na tereny wschodniej części powiatów stołpeckiego i wołożyńskiego .
W kwietniu 1944 dowództwo polskiego zgrupowania postanowiło poszerzyć kontrolowany przez siebie obszar o kolejne tereny położone na południe od Iwieńca. W tym celu zorganizowano punkt oporu we wsi Kamień Stołpecki, położonej w odległości zaledwie 5 km od skraju Puszczy Nalibockiej . Rozlokowano tam 1 kompanię I/78 Pułku Strzelców Słuckich AK wspartą przez pluton ckm oraz posterunek partyzanckiej żandarmerii. Garnizon Kamienia liczył łącznie około 120 żołnierzy, uzbrojonych w 2 ckm, 7 rkm oraz pistolety maszynowe i karabiny . Piechota zakwaterowała na plebanii kościoła św. Piotra i Pawła, przy którego dwumetrowym ogrodzeniu przygotowano cztery prowizoryczne bunkry .
Komendę nad polskim garnizonem objął plut. z cenzusem Józef Zujewski ps. „Mak”, który pełnił jednocześnie funkcję dowódcy 1 kompanii. W oparciu o nowo utworzony punkt oporu objął on akcją patrolową szeroki pas terenu, urządzając liczne wypady i zasadzki przeciw sowieckim oddziałom operującym we wschodniej części Puszczy Nalibockiej . Prawdopodobnie działalność „Maka” do tego stopnia dała się we znaki iwienieckiemu zgrupowaniu partyzanckiemu, że płk „Dubow” postanowił za wszelką cenę zlikwidować garnizon Kamienia .
Do udziału w ataku wyznaczono Brygadę Partyzancką im. Stalina, którą dowodził płk Paweł I. Gulewicz, oraz oddział mjr. Szestakowa z Brygady Specjalnego Przeznaczenia NKGB ZSRR. Łącznie liczyły one co najmniej 700-800 partyzantów uzbrojonych w jedno działo, jeden moździerz, 29 rkm oraz kilkaset pistoletów maszynowych i karabinów. Niektóre polskie źródła szacowały liczbę atakujących nawet na tysiąc lub dwa tysiące . Uderzenie zostało przygotowane bardzo starannie i poprzedziło go dokładne rozpoznanie polskich pozycji.
Atak nastąpił po północy 14 maja 1944. Sowieckie oddziały podeszły do wsi nie od strony Puszczy Nalibockiej, czego spodziewali się obrońcy, lecz od strony Iwieńca. Napastnikom udało się niepostrzeżenie zlikwidować warty złożone z polskich cywilów i dotrzeć rowami aż pod sam kościół. Dopiero Jan Zajączkowski z Inspektoratu Baranowicze dokonując nocnego obchodu wart i posterunków alarmowych, dostrzegł sowieckich partyzantów przeskakujących kościelny mur. Gdy Zajączkowski oddał ostrzegawczy strzał z pistoletu, Sowieci zasypali polskie kwatery gwałtownym ogniem broni maszynowej, po czym przystąpili do frontalnego szturmu. W pierwszej fazie walki sowiecki ostrzał spowodował spore straty wśród żołnierzy AK . Mimo zaskoczenia i znacznej przewagi przeciwnika Polacy nie ulegli panice i zdoławszy obsadzić część stanowisk obronnych, stawili napastnikom twardy opór. Zacięta walka trwała co najmniej dwie godziny. Sowieckim partyzantom udało się wedrzeć na dziedziniec kościoła, gdzie doszło nawet do starcia na bagnety. Zdobyli także trzy polskie bunkry, utrzymał się natomiast czwarty, którego broniła załoga w składzie: Jan Zajączkowski, Bronisław Makaś, Czesław Dzudzewicz, Kazimierz i Edward Łobaczowie.
Ostatecznie obrońcom udało się zaalarmować kwaterujące kilkanaście kilometrów dalej główne siły Zgrupowania Stołpeckiego. Na wieść o zbliżaniu się polskiej odsieczy z „Górą” na czele sowieccy partyzanci przerwali atak i wycofali się do Puszczy Nalibockiej.

### Bilans
Wysoka zdolność bojowa pozwoliła obrońcom Kamienia wytrzymać niespodziewany sowiecki atak. Sukces ten okupiono jednak poważnymi stratami. W nocnym starciu poległo 21 polskich żołnierzy, a 23 zostało rannych, w tym ośmiu ciężko (niektóre źródła podają nieco odmienne liczby). W gronie poległych znalazł się m.in. dowódca polskiego garnizonu plut. Józef Zujewski ps. „Mak”. Śmierć poniosło także co najmniej 20 mieszkańców Kamienia, a sama wieś została częściowo spalona. Zniszczeniu uległ m.in. zabytkowy kościół św. Piotra i Pawła. Straty sowieckie polskie dowództwo oceniało na ok. 80 zabitych i rannych.
W sowieckich meldunkach atak na Kamień Stołpecki przedstawiono jako duży sukces. Za cenę zaledwie 5–6 zabitych i kilkunastu rannych sowieccy partyzanci mieli jakoby zabić 71 „legionistów”, zranić kolejnych dwudziestu trzech, a siedmiu wziąć do niewoli (z czego sześciu rozstrzelano na miejscu). Donoszono także o zdobyciu magazynu żywności oraz dużych ilości broni i amunicji.
Polskie dowództwo badając okoliczności starcia, ustaliło, że nieprzyjacielowi udało się osiągnąć efekt zaskoczenia m.in. ze względu na fakt, iż plut. „Mak” zlekceważył otrzymane dzień wcześniej informacje o zbliżaniu się sowieckich oddziałów. Zawiodły także złożone z cywilów ubezpieczenia .

## Epilog
Atak na polski garnizon w Kamieniu był ostatnią dużą akcją zaczepną przeprowadzoną przez oddziały płk. „Dubowa” przeciw Zgrupowaniu Stołpeckiemu.
Dwudziestu jeden poległych w Kamieniu żołnierzy AK zostało pochowanych na miejscowym cmentarzu, przy czym piętnastu spoczęło w mogile zbiorowej, a pozostałych sześciu rodziny pogrzebały w osobnych grobach. Ze względu na fakt, iż po zakończeniu II wojny światowej Kamień znalazł się na terytorium ZSRR (obecnie w Republice Białorusi), upamiętnienie poległych pozostawało przez długi czas niemożliwe. Dopiero w maju 1995 na mogile zbiorowej stanął pomnik-nagrobek wzniesiony staraniem weteranów Zgrupowania Stołpeckiego .